# لوتشينو فيسكونتي
لوتشينو فيسكونتي دي مودروني (بالإيطالية: Luchino Visconti di Modrone)‏ ‏(2 نوفمبر 1906 - 17 مارس 1976). مخرج مسرحي وسينمائي وأوبرا إضافة إلى كتابة السيناريو. يشتهر بفيلمه الفهد 1963 والموت في البندقية 1971. يوجد متحف في إسكيا مخصص لأعماله.

## الأعمال
- صالون أدبي
- لا تيرا تريما
- إل غاتوباردو
- الموت في البندقية
- زواج فيغارو

## وصلات خارجية
- لوتشينو فيسكونتي على موقع IMDb (الإنجليزية)
- لوتشينو فيسكونتي على موقع الموسوعة البريطانية (الإنجليزية)
- لوتشينو فيسكونتي على موقع مونزينجر (الألمانية)
- لوتشينو فيسكونتي على موقع ألو سيني (الفرنسية)
- لوتشينو فيسكونتي على موقع ميوزك برينز (الإنجليزية)
- لوتشينو فيسكونتي على موقع تيرنر كلاسيك موفيز (الإنجليزية)
- لوتشينو فيسكونتي على موقع تيرنر كلاسيك موفيز (الإنجليزية)
- لوتشينو فيسكونتي على موقع أول موفي (الإنجليزية)
- لوتشينو فيسكونتي على موقع قاعدة بيانات الأفلام السويدية (السويدية)
- لوتشينو فيسكونتي على موقع إن إن دي بي (الإنجليزية)